# Bundesstraße 528
Pour les articles homonymes, voir Route 528.
La Bundesstraße 528 est une Bundesstraße du Land de Rhénanie-du-Nord-Westphalie.

## Histoire
La B 528 forme le contournement sud de Kamp-Lintfort, prévu depuis un certain temps dans le plan de circulation fédéral. La première partie de la B 528 entre la L 476 "Friedrich-Heinrich-Allee" et l'échangeur autoroutier de Kamp-Lintfort (A 42/A 57) est ouverte à la circulation le 19 décembre 2006. Le deuxième tronçon entre la L 476 et la Bundesstraße 510 à l'ouest de Kamp-Lintfort est actuellement en projet.

## Source
- (de) Cet article est partiellement ou en totalité issu de l’article de Wikipédia en allemand intitulé « Bundesstraße 528 » (voir la liste des auteurs).

1. ↑  (de) Anja Katzke, « So wird der Weiterbau der B 528 geplant », sur Rheinische Post, 2019 (consulté le 26 octobre 2022)